# Catedral de Pavía
La Catedral de Pavía (en italiano: Duomo di Pavia), está situada en la ciudad italiana de Pavía.
La catedral, cuya construcción en algunos detalles (revestimientos marmóreos) aún no está acabada, aunque el inicio de los trabajos se remonta al siglo XV surge en el lugar de las dos preexistentes catedrales románicas (dedicadas a San Esteban y a Santa María del Popolo). La catedral contiene los restos de San Siro, el primer obispo de Pavía (siglo III-IV).
Al lado del Duomo se encontraba la torre Cívica, de la cual se tiene mención desde 1330, posteriormente levantada en 1583 por Pellegrino Tibaldi. Se derrumbó el 17 de marzo de 1989.

## Historia

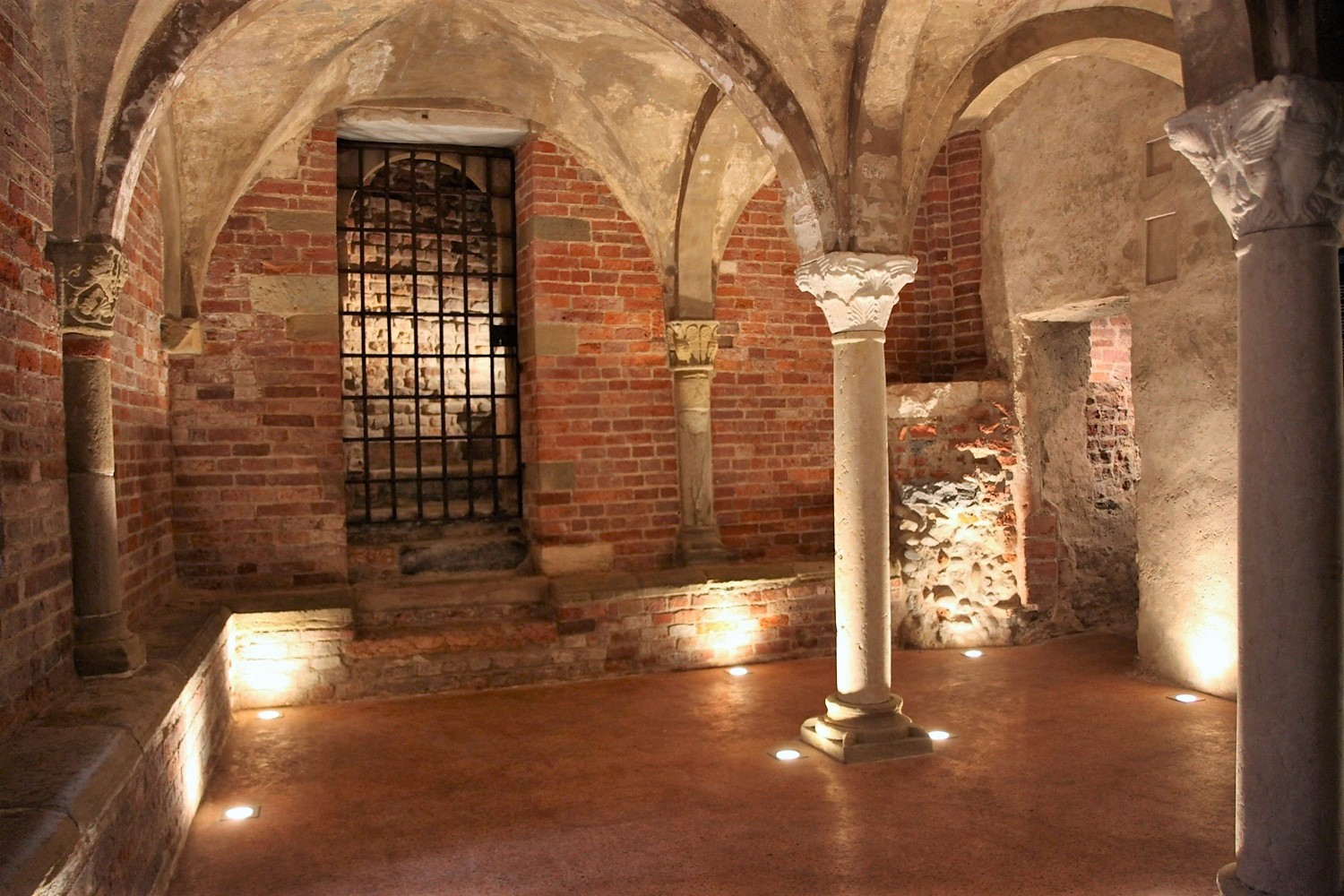
Cripta de Santa Maria del Popolo,

Las obras se iniciaron en 1488 por orden del obispo Ascanio Maria Sforza Visconti, con dirección del arquitecto Cristoforo Rocchi, bien pronto sustituido por Giovanni Antonio Amadeo y Gian Giacomo Dolcebuono. El proyecto original, con tres naves en el eje longitudinal y en el transepto, flanqueadas por nichos semicirculares y gran cúpula central recorrida por nichos triangulares, refleja también la influencia decisiva de Bramante, para el cual la catedral de Pavía constituye en la práctica un ensayo general para la nueva Basílica de San Pedro en Roma. En particular, se atribuye a Bramante el proyecto planimétrico, el diseño de la cripta (terminada en 1492), de la parte baja del ábside del edificio y de las sacristías. La cripta, como otros edificios realizados por Bramante, tiene planta central, dividida en dos naves estructuradas en dos tramos. Los grandes pilares, que soportan bóvedas rebajadas, y los arcos apuntados de la nave central recuerdan las salas termales de la época clásica y los ninfeos, como el de los Horti Sallustiani en Roma. También Leonardo da Vinci, de visita en Pavía durante las primeras fases de los trabajos, aportó su contribución al proyecto, parece que en lo que se refiere a la técnica de la cimentación. Parte del altar se remonta a 1521, de Gianpietrino Rizzi, alumno de Leonardo; otra parte se debe a Bernardino Gatti (1531).

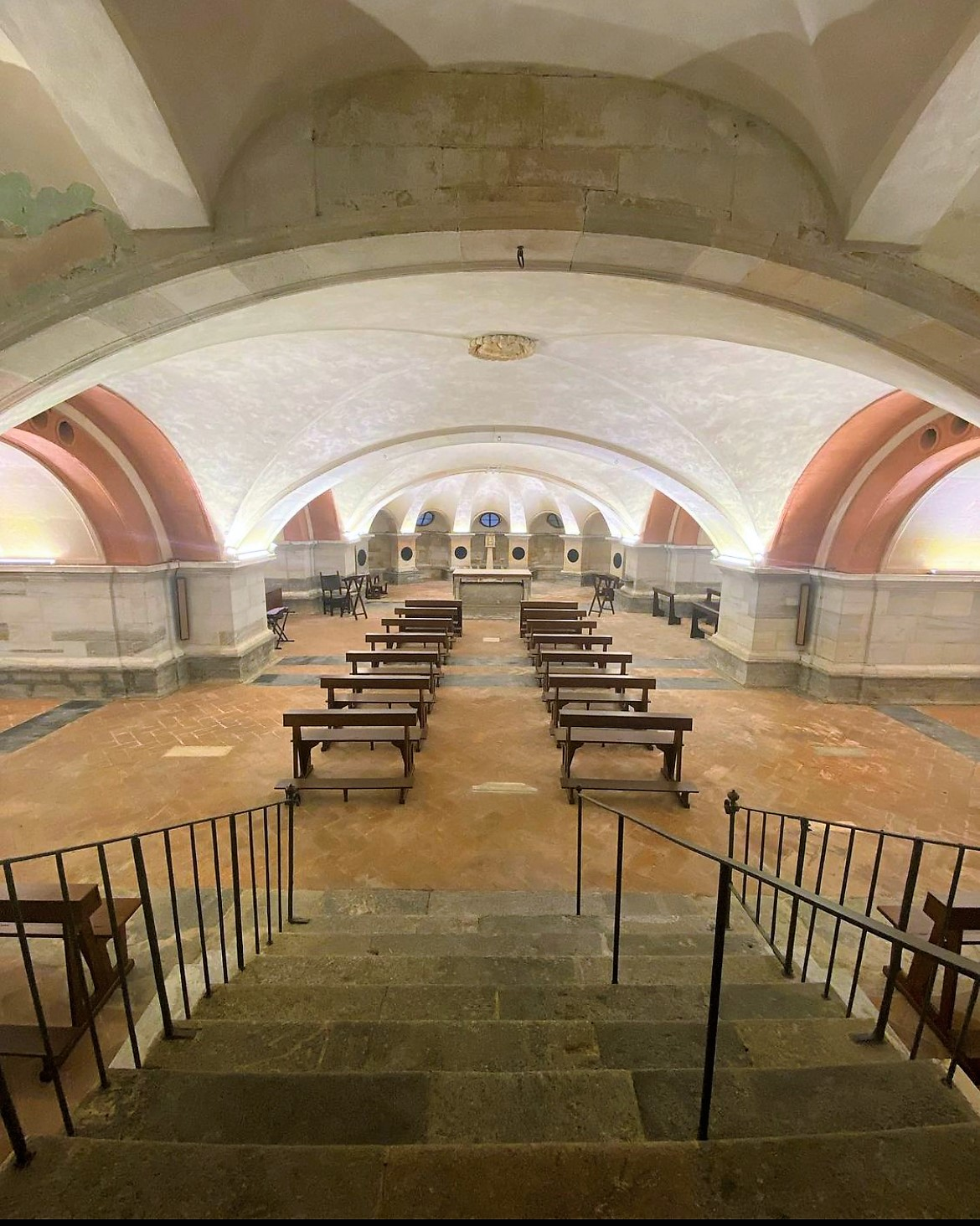
Cripta diseñada por Bramante, 1492

La obra de la catedral siguió a través de los siglos con diversa fortuna, y ya en el siglo XVII la parte correspondiente al presbiterio fue acabada, se debe al siglo posterior el alzamiento del tambor de la cúpula. La estructura quedó incompleta hasta 1898, cuando la fachada y la cúpula fueron completadas según el proyecto original de Giovanni Antonio Amadeo.
En los años 1930 la construcción se completó con la edificación de los dos brazos del transepto, realizados según los diseños originales del siglo XVI pero utilizando una estructura portante de cemento armado, realizada de tal modo que no alteraba las líneas arquitectónicas internas. Tal técnica constructiva fue necesaria por motivos estéticos pero también porque era la única que garantizaba la posibilidad de salvaguardar los avances subterráneos de la antigua catedral medieval de Santa Maria del Popolo y en particular de la cripta.
La larguísima vida constructiva de la catedral de Pavía, desarrollada en un arco de cuatro siglos, constituye un raro ejemplo de adhesión al proyecto original concebido tanto tiempo atrás y de la voluntad de completarlo como lo definió Amadeo.

## Arquitectura
El monumento es un edificio de notables dimensiones. La planta es de cruz griega, con tres naves flanqueadas por capillas semicirculares. Por lo tanto, la iglesia mide lo mismo a lo ancho que a lo largo, alrededor de 84 metros. La nave central, de dimensiones dobles que las laterales y recorrida por dos galerías practicables, mide 30 metros de alta. Con tales dimensiones, la catedral de Pavía está entre los templos más imponentes de planta central del norte de Italia.
La cúpula central, de planta octogonal, con una altura de 97 metros, una luz de 34 y un peso del orden de las 20.000 toneladas, es la cuarta en Italia por dimensiones, superada por la de la Basílica de San Pedro, la del Panteón de Agripa (más baja, pero con una luz que alcanza los 43 metros) y catedral de Florencia. En altura la supera también la cúpula-torre de la Basílica de San Gaudencio en Novara, la Mole Antonelliana de Turín y la aguja central de la Catedral de Milán, que son estructuras en general prevalentemente verticales, con luces mucho menos amplias respecto a la cúpula de Pavía, o realizadas según modernas tecnologías, como en el caso de la Mole.
La iglesia se desarrolla en tres naves (la central doble de las laterales y cruzada por una galería practicable), tanto en el cuerpo longitudinal como en el crucero. Las naves laterales están flanqueadas por capillas semicirculares. El interior, de puras líneas arquitectónicas renacentistas, da una impresión de gran grandeza, amplificada por la luminosidad del blanquísimo revestimiento de mármol. En la contrafachada, dos obras maestras del período barroco: Madonna y ss. Siro y Antonio, de Giovanni Battista Crespi, conocido como Cerano, y Adoración de los Reyes Magos, de Daniele Crespi. 
En el ábside hay una imponente decoración barroca, compuesta por estucos y frescos. La estructura representa una cueva radiante con nubes doradas en el centro de la cual dos ángeles sostienen una gran corona de espinas. A su alrededor hay querubines y ángeles ya los lados dos figuras simbólicas de la Religión y la Patria. Esta planta rodea el relicario del siglo XVII en plata y cristal que contiene las Santas Espinas de la corona de Cristo. De hecho, en la Catedral se conservan tres espinas, que según la tradición fueron encontradas por Santa Elena, madre del emperador Constantino, hacia el año 327. Las espinas se bajan desde lo alto durante la vigilia de Pentecostés para ser llevadas en procesión el lunes siguiente. Esta tradición se repite desde 1645.
En el ábside del crucero izquierdo, en el centro, el Altar de la Cofradía del sufragio, construido por el genovés Tommaso Orsolino en 1644-46 y remodelado en 1652 con la adición de dos columnas y otros elementos de mármol precioso. En el ábside del crucero derecho, el Altar de San Siro, primer obispo de Pavía (siglos III-IV), con doble portada. Sobre la urna de cristal del siglo XIX con los restos del santo, hay una ancona monumental de mármol blanco con base de alabastro del Orsolino (1645-1650) que representa a la Virgen entregando las llaves de la ciudad a San Siro.

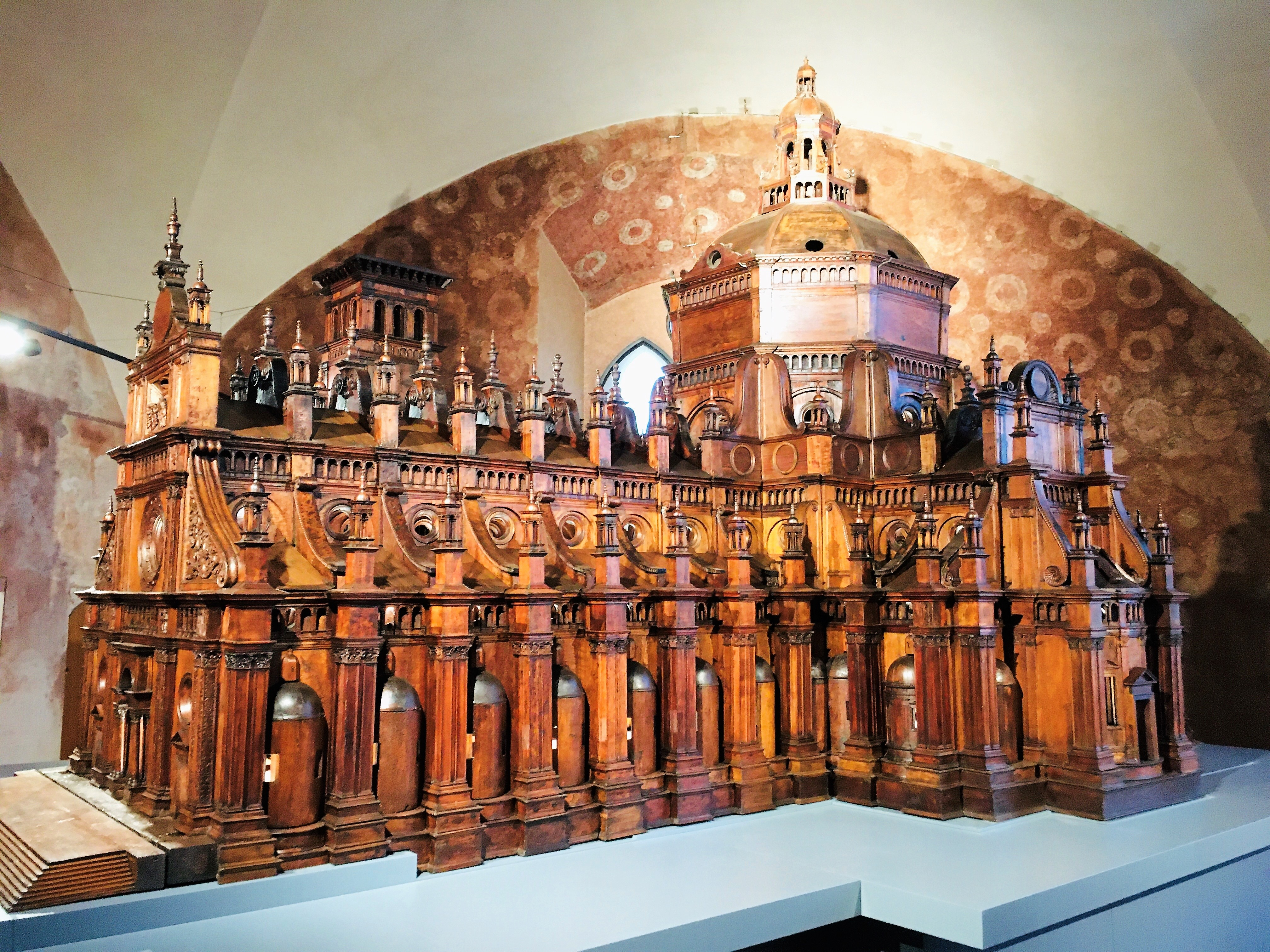
Maqueta de la Catedral, 1487- 1488, Museos Cívicos de Pavía.
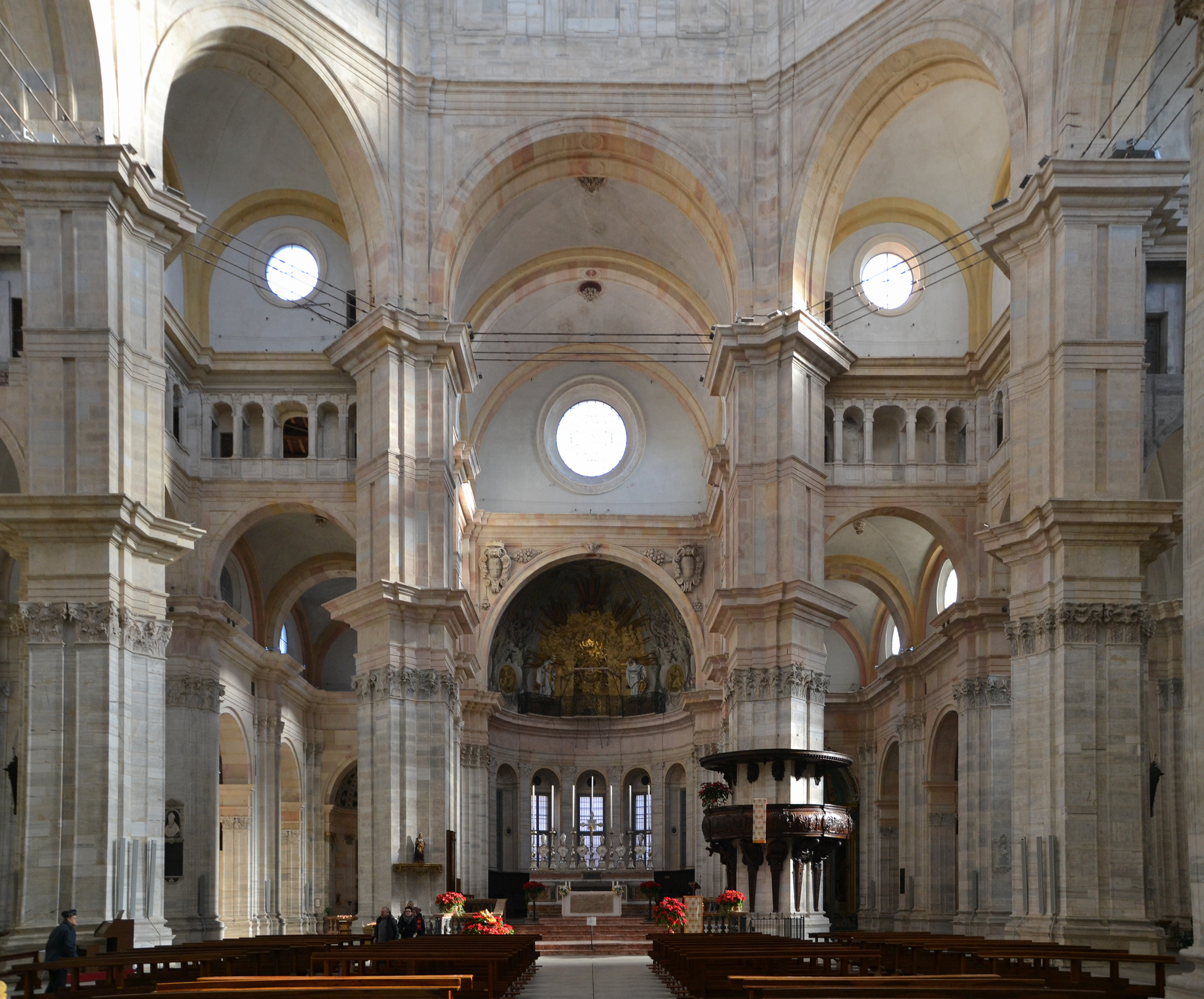
El interior.
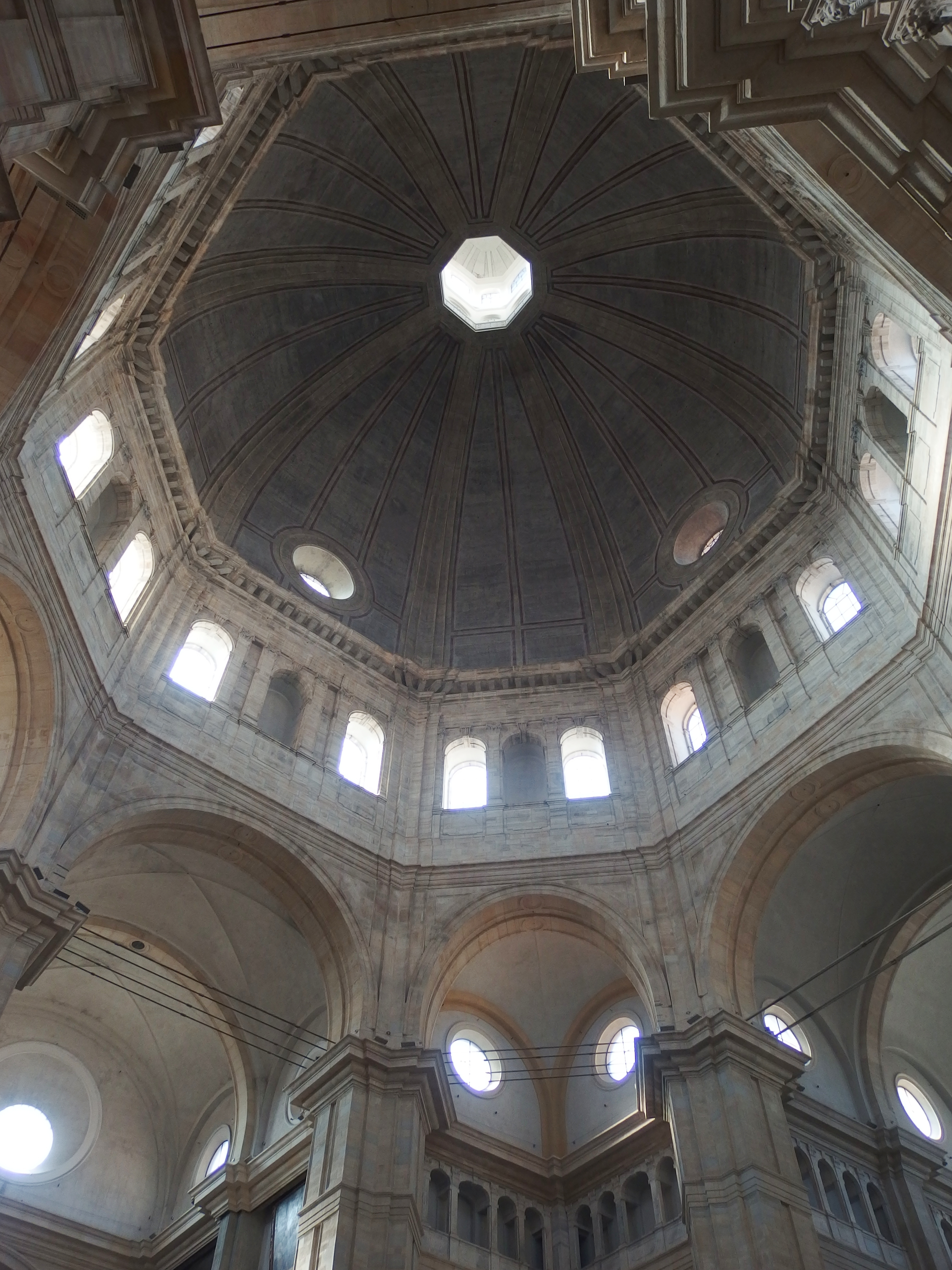
El domo.
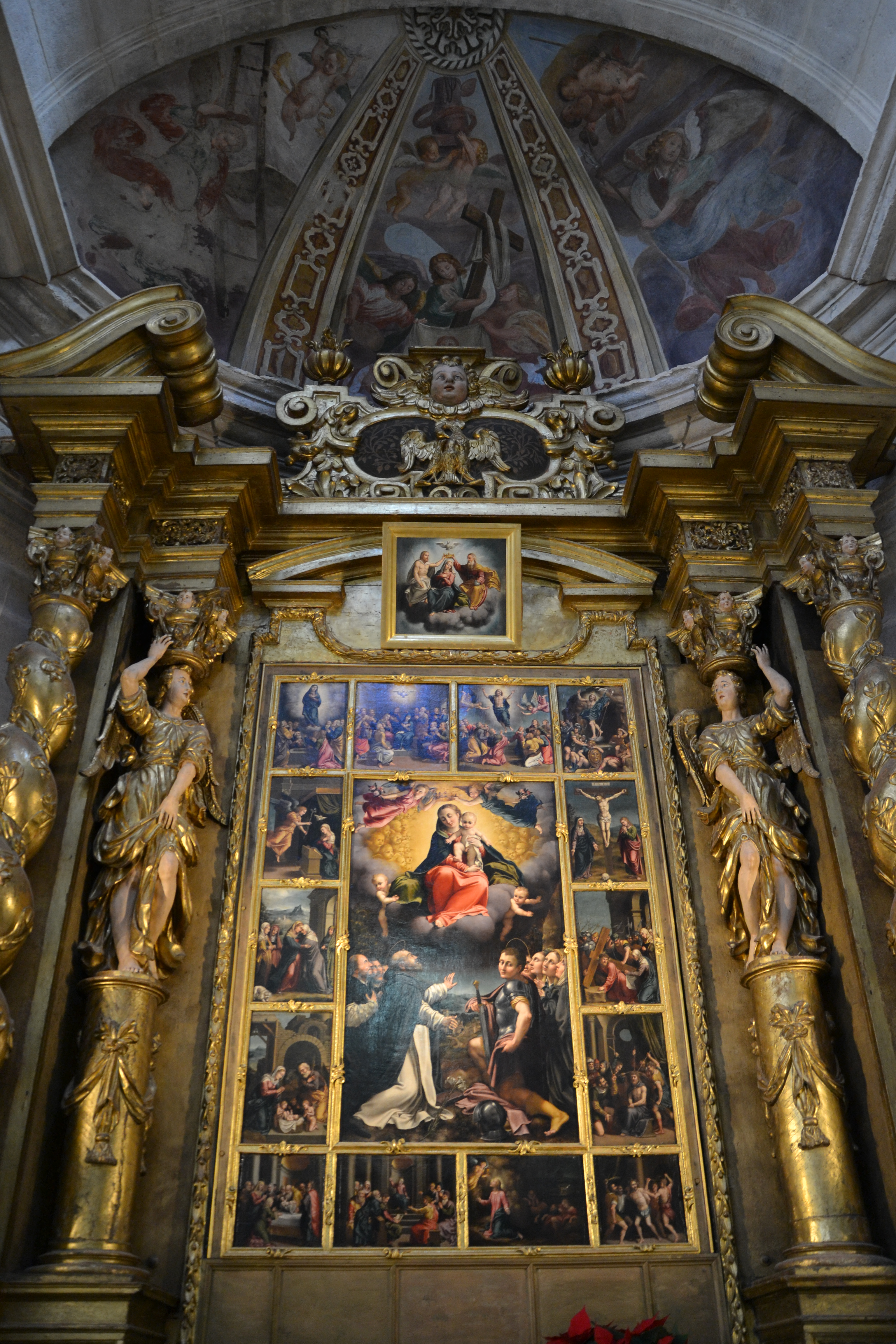
Bernardino Gatti, Nuestra Señora del Rosario (1531).
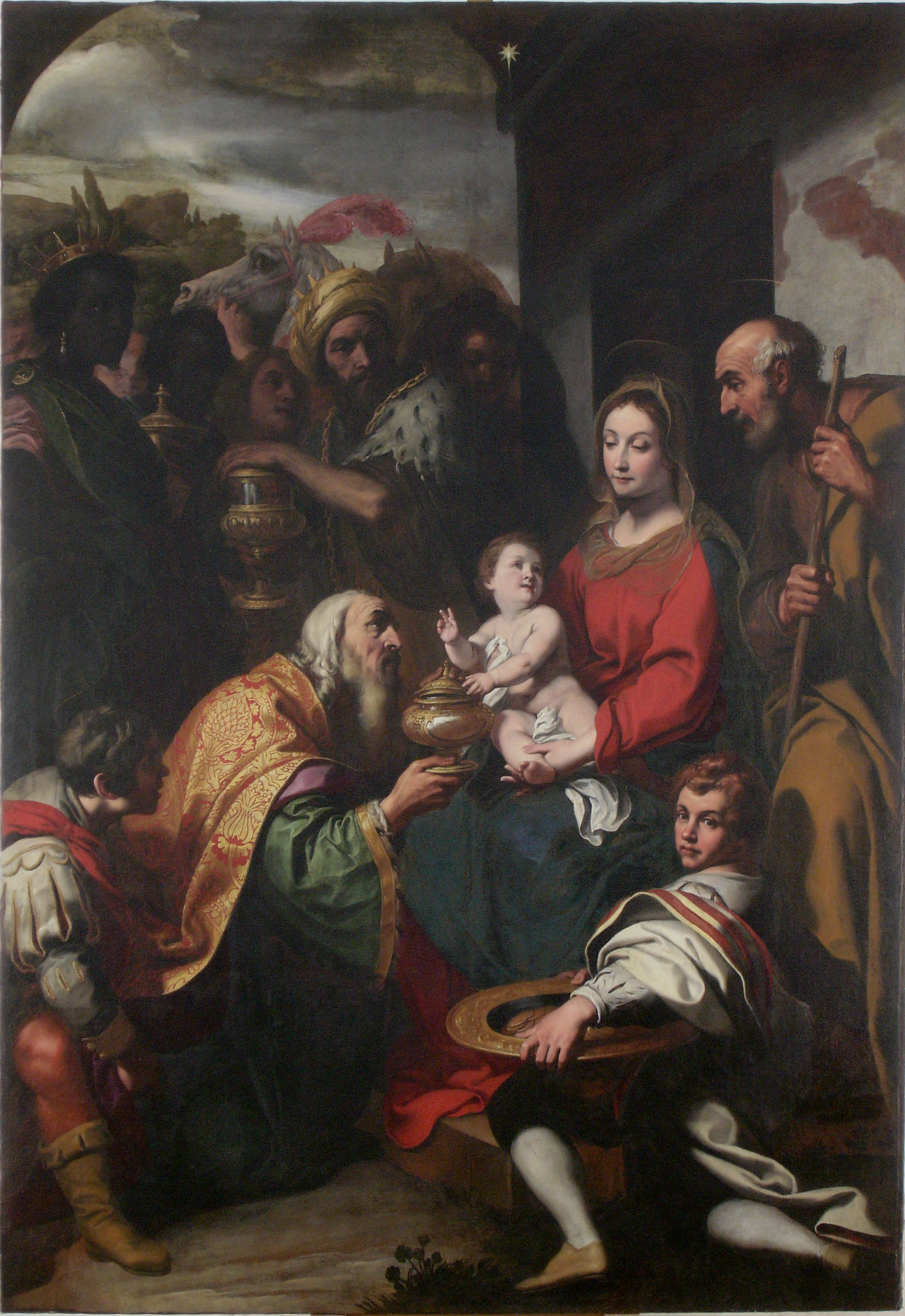
Daniele Crespi, Adoración de los Reyes Magos.
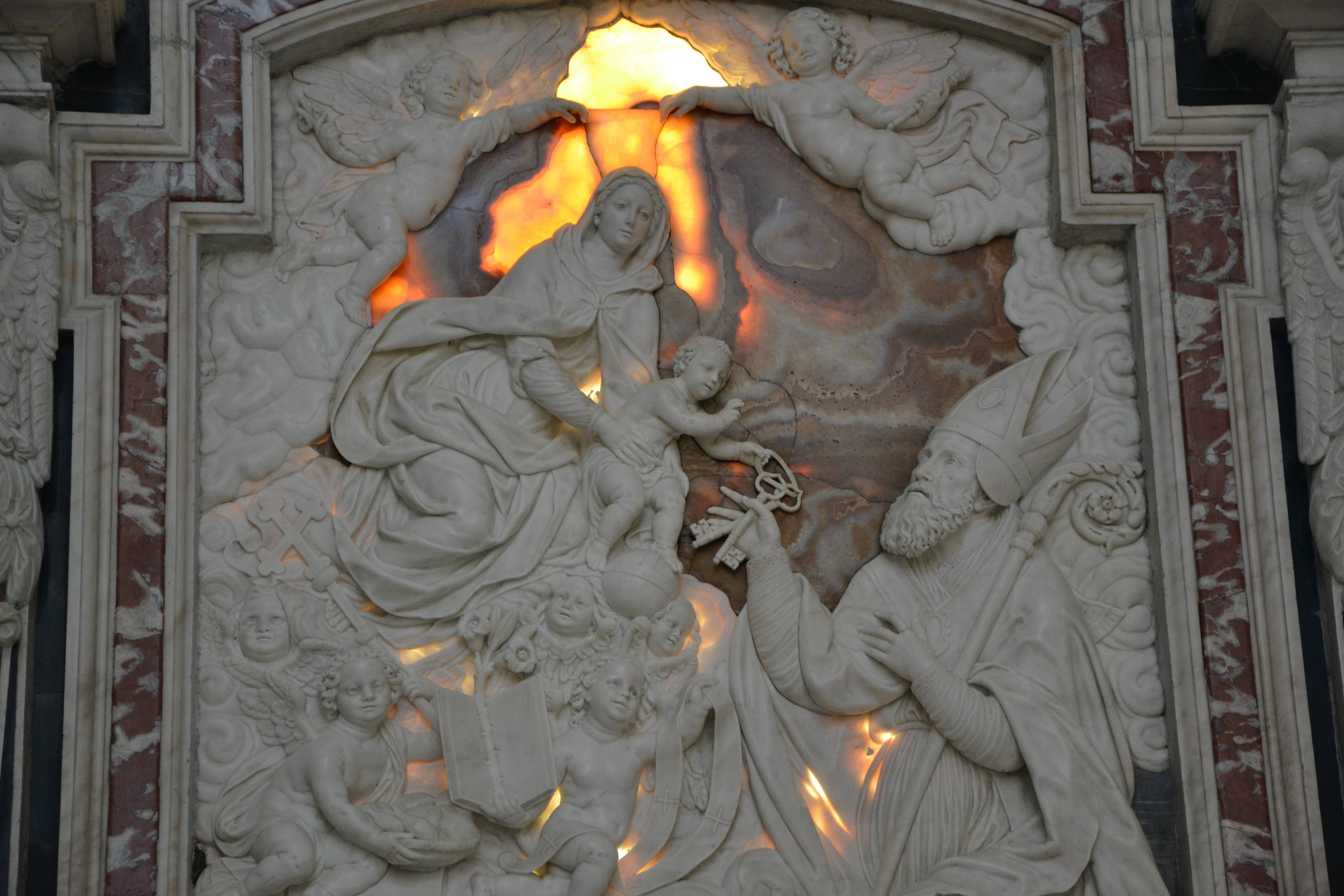
Tommaso Orsolino, Urna de San Siro (1645-50) detalle.

En el lado este del crucero derecho se encuentra la Capilla de Nuestra Señora del Rosario, anteriormente dedicada a la pasión. En el altar hay un lienzo del artista Pavese Bernardino Gatti conocido como Sojaro (1530-1531) que representa a la Virgen con el niño, Santo Domingo y San Alejandro. Quince episodios referentes a los misterios del rosario están representados en el contorno del cuadro (para leerse en sentido contrario a las agujas del reloj).
En la nave lateral izquierda, en la tercera capilla, hay un retablo que representa a la Inmaculada Concepción. pintado por Federico Faruffini por encargo del canónigo Giovanni Battista Bosisio en 1857. A los pies de la Virgen se puede ver el contorno de la ciudad de Pavía, mientras que en el arquitrabe está la inscripción Fecit mihi magna qui potens est. A los lados del altar están las estatuas de los padres de la Virgen, Joaquín y Ana. Bajo el altar se encuentran los restos del obispo de Pavía San Damián de Pavía (siglo VII).